# Polányfalva
Polányfalva (németül: Podler, horvátul: Poljanci) Bándol településrésze Ausztriában Burgenland tartományban a Felsőőri járásban.

## Fekvése
Felsőőrtől 10 km-re keletre a Tanka-patak (Tauchenbach) völgyében fekszik.

## Története
A település története a 16. századig nyúlik vissza, amikor 1560-ban a török elől menekülő horvát családok költöztek erre a vidékre. A falu régi neve „Domboru” volt és először uradalmi majorként működött. 1648-ban már későbbi horvát nevén említi oklevél „Polanicz” alakban. Lakói oláh kiváltságokkal rendelkeztek, mely egyebek mellett három évi adómentességet biztosított az itt letelepülőknek. A falu első fatemploma 1757-ben épült, melyet 1794 és 1799 között kőből építettek át.
Fényes Elek szerint „Polanecz, horvát f., Vas vmegyében, 160 kath. lak., csekély szőlőhegygyel. Birja gr. Batthyáni. Ut. p. Kőszeg.”
Vas vármegye monográfiája szerint „Polanicz, kis horvát falu, 27 házzal és 145 r. kath. lakossal. Postája Bándoly, távírója Rohoncz. Kath. kápolnája 1829-ben épűlt.”
1910-ben 141, túlnyomórészt horvát lakosa volt. A trianoni békeszerződésig Vas vármegye Kőszegi járásához tartozott. 1921-ben Ausztria Burgenland tartományához csatolták. Az elektromosságot 1944-ben vezették be. 1950-ben megépült a vízvezeték hálózat. 1971-ben közigazgatásilag Bándol része lett.

## Nevezetességei
- Szent Antal tiszteletére szentelt római katolikus temploma 1799-ben épült, tornyát 1928-ban emelték. 1982-ben renoválták.
- Az erdei kápolnát 1991-ben építették.

## Híres személyek
- Itt született 1739-ben Lakits György Zsigmond magyar könyvtáros, jogász, filozófus, egyetemi tanár, az MTA tagja.